# Barronhos
Barronhos: Quem tem medo do poder popular? (1976) é um documentário português de média-metragem de Luís Filipe Rocha, um filme militante que põe em causa questões sociais e éticas associadas a um bairro de lata da periferia de Lisboa: Barronhos, o Bairro 18 de Maio, em Carnaxide.
Estreia em Lisboa no cinema Universal a 19 de Junho de 1976.

## Sinopse
Um assassinato em Barronhos, bairro de lata da periferia de Lisboa, em Junho de 1975, é o motivo para uma abordagem da condição social e familiar dos implicados. O filme analisa as suas motivações, enquadrando-as no panorama político português da época. O crime ocorre num momento de tensão entre um grupo que pretende «levar a luz» ao aglomerado e outro que luta pela criação de novo bairro perto dali.
O filme divide-se em cinco capítulos: 1 – O crime, 2 – A personalidade do assassinado, 3 – O retrato do criminoso, 4 – O bairro, 5 – O país.

## Artigos relacionados
- 18 de Maio em  Jornal de Notícias